# ChAI-20
Bei der ChAI-20 (russisch ХАИ-20) handelt es sich um ein einmotoriges einsitziges Sportflugzeug, das unter der Leitung von W. W. Reschetnikow und W. P. Ljuschnin von einer Gruppe Studenten am Luftfahrtinstitut Charkiw von 1963 bis 1966 entwickelt, gefertigt und geflogen wurde.

## Entwicklung
Es basierte auf der nicht ausgeführten ChAI-18 und wurde nach dem Misserfolg der ChAI-19 mit einem handelsüblichen Flugmotor ausgerüstet. Das Charkiwer Flugzeugwerk unterstützte dabei das Institut bei den Bauarbeiten.
Am 25. Juni 1967 startete die Maschine zu ihrem Erstflug. In dem folgenden Testprogramm wurde ein Geschwindigkeitsbereich bis zu 180 km/h und Flughöhen bis 2000 m für gut befunden. Auch einfache Kunstflugfiguren konnten ausgeführt werden. Insgesamt wurden 15 Flüge ausgeführt.

## Aufbau
Der aus Holz, Metall und Kunststoff gefertigte Tiefdecker verfügte über ein nicht einziehbares Bugradfahrwerk und eine geschlossene Pilotenkanzel mit abnehmbarer Haube. Der Tragflügel verfügte über elektrisch betätigte Spaltklappen. Das Triebwerk trieb einen verstellbaren Zweiblatt-Druckpropeller aus Metall an.

## Technische Daten
| Kenngröße             | Daten                                           |
| --------------------- | ----------------------------------------------- |
| Besatzung             | 1                                               |
| Länge                 | 6,80 m                                          |
| Spannweite            | 10,44 m                                         |
| Flügelfläche          | 10,2 m²                                         |
| Flügelstreckung       | 10,7                                            |
| Leermasse             | 350 kg                                          |
| max. Startmasse       | 500 kg                                          |
| Höchstgeschwindigkeit | 270 km/h                                        |
| Reisegeschwindigkeit  | 190 km/h                                        |
| Dienstgipfelhöhe      | 8600 m                                          |
| Triebwerk             | 1 × hängender 4-Zylinder-Reihenmotor Avia M 332 |
| Leistung              | 103 kW (140 PS)                                 |